# Галкино (Орловская область)
Галкино — деревня в Урицком районе Орловской области России.
Входит в состав Архангельского сельского поселения.

## География
Расположена юго-восточнее деревни Грачёвка и северо-западнее деревни Щелкановка на левом берегу реки Орлица.
В Галкино имеется одна улица — Яблочная, в деревню заходит просёлочная дорога.

## Население
| 2010 |
| ---- |
| 4    |